# Walkman
Walkman (ウォークマン U~ōkuman?) este o marcă înregistrată a firmei Sony. Inițial, a fost folosită pentru denumirea mini-casetofonului portabil pus în vânzare la 1 iulie 1979, dar mai nou se referă și la alte produse audio-vizuale ale acestei firme.

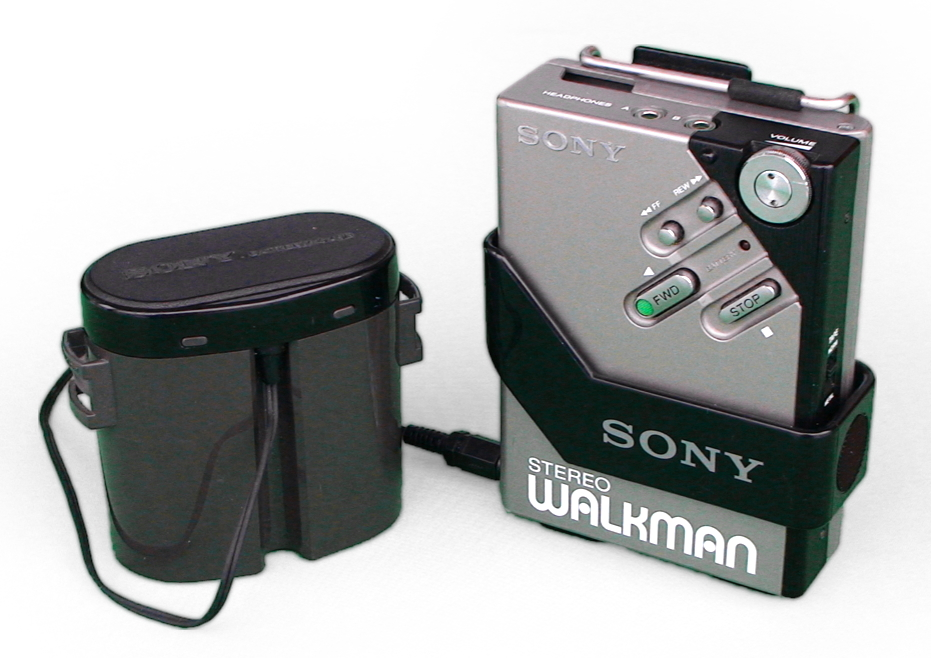
Sony Walkman WM-2 (1981)
Unul dintre cele mai bine vândute modele Walkman

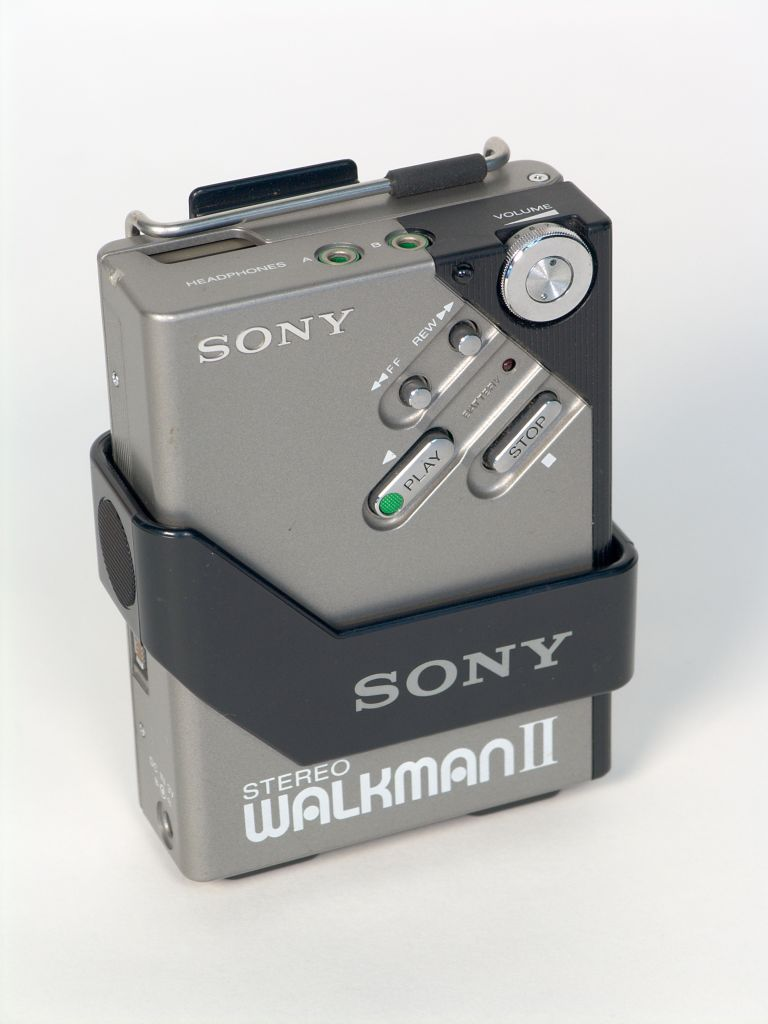
Walkman II

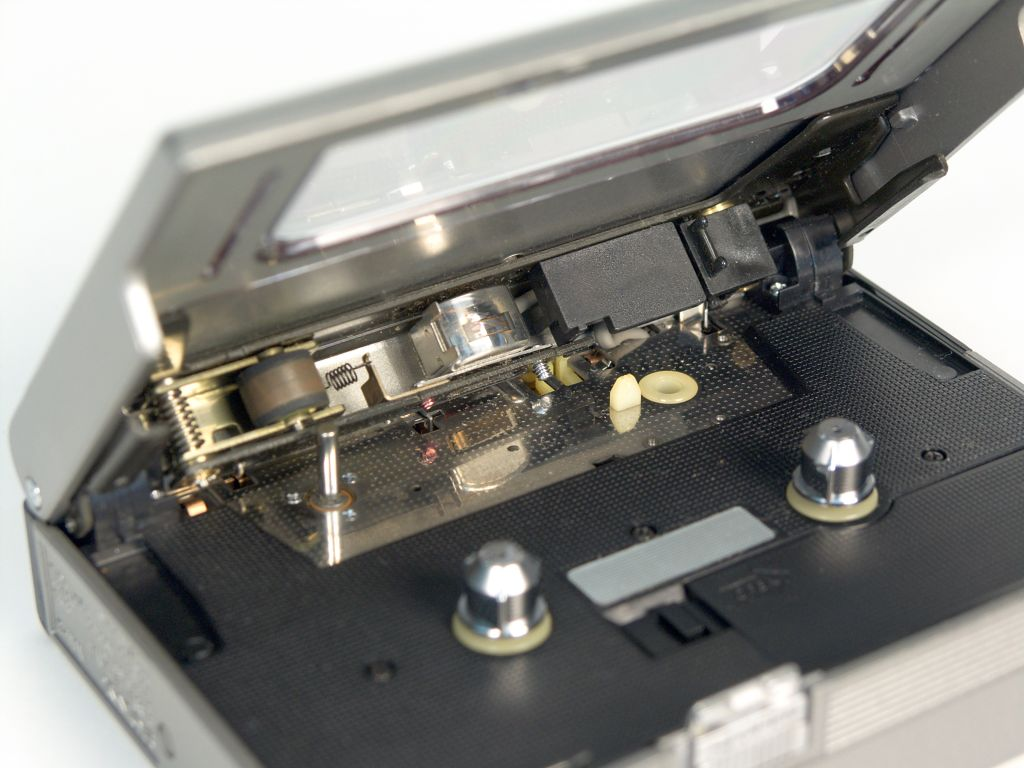
Interior al Walkman II

Sony a anunțat pe data de 25 octombrie 2010 că nu va mai vinde mini-casetofonul Walkman în Japonia. Producția în Japonia a fost oprită în aprilie 2010, dar va continua în China o perioadă de timp pentru piețele din America de Nord, Europa și Asia. În ca. 31 de ani mini-casetofonul Walkman a fost vândut în cca. 220 milioane de exemplare. Spre comparație, iPod-ul a fost vândut în 250 milioane de exemplare în primii 9 ani pe piață.
Prototipul aparatului a fost construit de către un inginer al secției audio a firmei Sony, Nobutoshi Kihara, pentru co-președintele firmei, Akio Morita, care dorea să asculte muzică de operă în timpul deselor sale călătorii transatlantice.
A fost pus în vânzare în 1979 sub numele de „Walkman” în Japonia, „Freestyle” în Suedia, „Stowaway” în Regatul Unit și „Soundabout” în SUA și în alte țări.